# Tidmore Bend
Tidmore Bend è un census-designated place (CDP) degli Stati Uniti d'America situato nello stato dell'Alabama, nella contea di Etowah.